# Agenzia Riccardo Finzi... praticamente detective
Agenzia Riccardo Finzi... praticamente detective è un film italiano del 1979, diretto da Bruno Corbucci.
Il film è tratto dal romanzo Agenzia Investigativa Riccardo Finzi di Luciano Secchi, meglio noto come Max Bunker, uscito nel 1978 e primo libro di una serie che vede protagonista il detective Riccardo Finzi.

## Trama
Riccardo Finzi è uno scalcinato investigatore privato che arriva a Milano in cerca di fortuna.
Nella sua seconda sera in città, incontra Susy che lo invita a casa sua salvo poi cacciarlo in malo modo quando riceve una misteriosa telefonata. Di Susy non si hanno più notizie fino a quando Riccardo legge sul giornale della morte di una ragazza che riconosce come Susy (in realtà Pierpaola) dall'orologio e dalle scarpe che portava quando è morta.
Inizia così la sua prima indagine aiutato anche dal suo fedele assistente, l'appuntato in pensione Giuseppe Marchini, detto Ciammarica (che in dialetto abruzzese significa "lumaca", soprannome coniato da un maresciallo abruzzese suo superiore ai tempi del servizio nell'Arma).
Dopo una lunga indagine, i colpevoli si riveleranno essere la matrigna della vittima ed il suo amante, che verranno smascherati grazie ad un abile trucco.

## Distribuzione
Il film uscì nelle sale cinematografiche italiane il 21 dicembre 1979. In seguito venne riedito nel 1982, e per il rilancio promozionale furono stampate delle locandine nelle quali il titolo del film, a caratteri cubitali, era «Elamadooona!!!» (dal noto tormentone di Pozzetto), seguito dal titolo vero e proprio in caratteri più piccoli.

## Nella cultura di massa
Nel film, Pozzetto pronuncia la battuta: «Io sono del Monza, non riusciremo mai a venire in Serie A», che per i successivi quarant'anni, per i tifosi della suddetta squadra di calcio, si tramutò in una sorta di "maledizione" visti i ripetuti tentativi falliti di promozione nella massima serie. La "maledizione di Pozzetto" sarà sfatata soltanto nella stagione 2021-2022.